# Orthocladius tetrachaetus
Orthocladius tetrachaetus är en tvåvingeart som först beskrevs av Jean-Jacques Kieffer 1915.  Orthocladius tetrachaetus ingår i släktet Orthocladius och familjen fjädermyggor.
Artens utbredningsområde är Tyskland. Inga underarter finns listade i Catalogue of Life.